# Thyra di Danimarca
Thyra di Danimarca (nome completo in danese Thyra Amalia Caroline Charlotte Anna; Copenaghen, 29 settembre 1853 – Gmunden, 26 febbraio 1933) è stata regina consorte titolare di Hannover dal 1878 al 1923.
Figlia di Cristiano IX di Danimarca, sposò l'esiliato erede al trono Ernesto Augusto di Hannover, il cui Regno era stato annesso alla Prussia nel 1866, con cui trascorse la maggior parte della vita nell'attuale Austria.

## Biografia

### Infanzia e famiglia

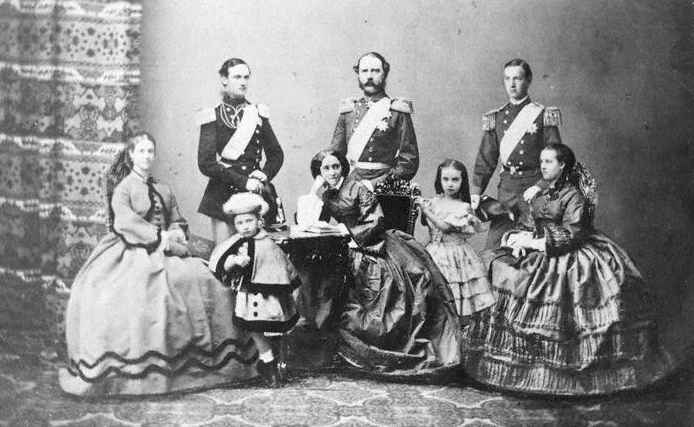
Thyra e la sua famiglia (1862). In piedi, da sinistra a destra: il fratello Federico, il padre Cristiano IX ed il fratello Giorgio. Seduti, da sinistra a destra: la sorella Dagmar, il fratello Valdemaro, la madre Luisa, Thyra e la sorella Alessandra

La Principessa Thyra nacque il 29 settembre 1853 al Palazzo Giallo a Copenaghen come terza figlia femmina e quinta dei figli di Cristiano IX e della Principessa Luisa d'Assia-Kassel. La sua famiglia era stata relativamente sconosciuta finché suo padre, il Principe Cristiano di Schleswig-Holstein-Sonderburg-Glücksburg, fu scelto con il consenso delle grandi potenze a succedere al suo lontano cugino senza figli, Federico VII, al trono danese. Appena due mesi prima della nascita di Thyra, il nuovo atto di successione era stato approvato e al Principe Cristiano fu dato il titolo di Principe di Danimarca.
Nel 1863, quando Thyra aveva dieci anni, Re Federico VII morì, e suo padre salì al trono di Danimarca come Re Cristiano IX. All'inizio dello stesso anno, suo fratello Vilhelm era stato eletto Re di Grecia, e sua sorella Alessandra aveva sposato Edoardo, Principe di Galles. Nel 1866, l'altra sorella Dagmar sposò lo zarevic di Russia, Alessandro.
Thyra era una giovane donna attraente e gentile, con capelli scuri e occhi blu scuro, e la Regina Luisa voleva che la sua figlia minore facesse un buon matrimonio come le sue sorelle maggiori. Il primo pretendente di Thyra fu Re Guglielmo III dei Paesi Bassi, ma poiché lui era di trentasei anni più vecchio di lei, lo rifiutò. In seguito Guglielmo sposò Emma di Waldeck e Pyrmont. La loro figlia diventò Guglielmina dei Paesi Bassi ed i suoi discendenti siedono ancoro sul trono olandese.
In gioventù, Thyra si innamorò di Vilhelm Frimann Marcher, un tenente della cavalleria, di cui rimase incinta. Suo fratello Giorgio I di Grecia suggerì di farle avere il bambino ad Atene per evitare lo scandalo; alla stampa danese fu detto che Thyra si era ammalata di ittero. Partorì una bambina, Maria, l'8 novembre 1871 al Castello di Glücksburg, che fu adottata da Rasmus e Anne Marie Jørgensen di Odense subito dopo la nascita e rinominata Kate; sposò nel 1902 Frode Pløyen-Holstein e morì 1964. Marcher si suicidò il 4 gennaio 1872 dopo un confronto con il Re.

### Matrimonio

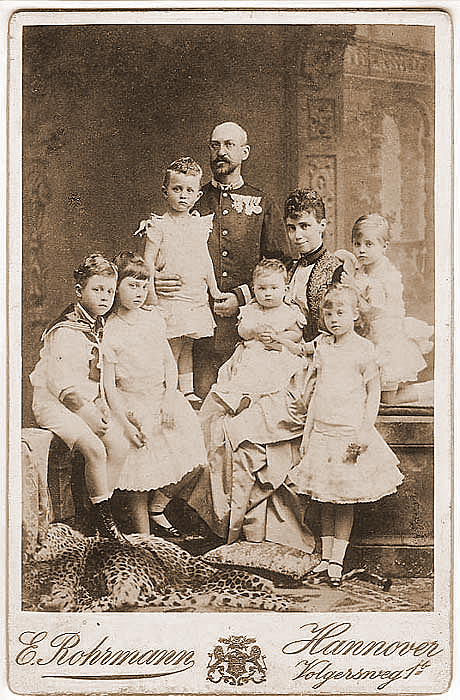
Il Duca e la Duchessa di Cumberland con i loro figli.

Il 21-22 dicembre 1878, sposò il Principe Ereditario Ernesto Augusto di Hannover, III Duca di Cumberland e Teviotdale nella cappella del Palazzo di Christiansborg a Copenaghen. Ernesto Augusto era il figlio maggiore e l'unico figlio maschio di Re Giorgio V di Hannover e di sua moglie, la Principessa Maria di Sassonia-Altenburg.
Ernesto Augusto era nato come un Principe Ereditario di Hannover, ma nel 1866 suo padre era stato privato del suo trono, quando il Regno di Hannover fu annesso alla Prussia dopo essersi schierato con l'Austria nella guerra austro-prussiana.
Grazie al suo matrimonio, Thyra divenne Duchessa di Cumberland e Teviotdale, Duchessa di Brunswick-Lüneburg e membro della famiglia reale britannica; sebbene fosse designata Principessa Ereditaria di Hannover, di fatto, era la titolare Regina Consorte di Hannover poiché sia suo marito che il suo defunto suocero (che morì sei mesi prima del suo matrimonio) non rinunciarono mai o abdicarono ai propri diritti sulla annesso Regno di Hannover.

### Vita successiva
Ernesto Augusto morì il 14 novembre 1923. Thyra sopravvisse al marito di nove anni e morì a Gmunden, nell'Alta Austria il 26 febbraio 1933.

## Discendenza
Il Duca e la Duchessa di Cumberland ebbero sei figli:
- Principessa Maria Luisa di Hannover e Cumberland (11 ottobre 1879 - 31 gennaio 1948), sposò il Principe Massimiliano di Baden; ebbe figli
- Principe Giorgio Guglielmo di Hannover e Cumberland (28 ottobre 1880 - 20 maggio 1912)
- Principessa Alessandra di Hannover e Cumberland (29 settembre 1882 - 30 agosto 1963), sposò Federico Francesco IV di Meclemburgo-Schwerin; ebbe figli
- Principessa Olga di Hannover e Cumberland (11 luglio 1884 - 21 settembre 1958)
- Principe Cristiano di Hannover e Cumberland (4 luglio 1885 - 3 settembre 1901)
- Principe Ernesto Augusto di Hannover, Duca di Brunswick (17 novembre 1887 - 30 gennaio 1953), sposò la Principessa Vittoria Luisa di Prussia; ebbe figli

## Titoli e trattamento
- 29 settembre 1853–1858: Sua Altezza Principessa Thyra di Danimarca.
- 1858 – 22 dicembre 1878: Sua Altezza Reale Principessa Thyra di Danimarca.
- 22 dicembre 1878 – 28 marzo 1919: Sua Altezza Reale La Principessa Ereditaria di Hannover, Duchessa di Cumberland e Teviotdale, Principessa di Gran Bretagna e Irlanda e Duchessa di Brunswick e Luneburg.
- 28 marzo 1919 – 26 febbraio 1933: Sua Altezza Reale La Principessa Ereditaria di Hannover, Duchessa di Cumberland e Teviotdale.

## Ascendenza

La Duchessa di Cumberland con sua figlia, la Principessa Olga.

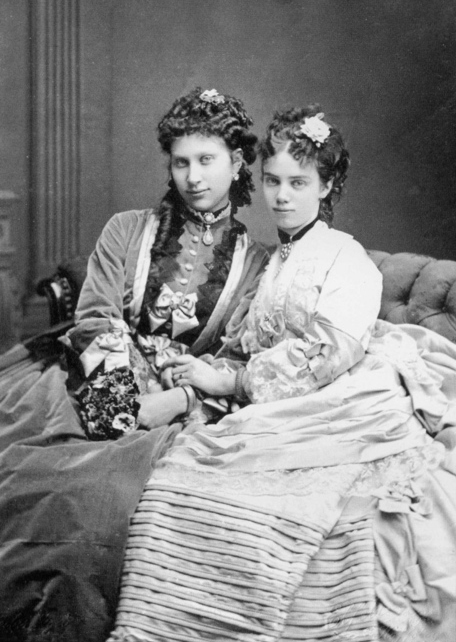
La Principessa Thyra di Danimarca con sua cognata Luisa di Svezia.

|                                                                |                         |                                        | Genitori                                    |  |  | Nonni |  |  | Bisnonni                                             |  |  | Trisnonni                                           |  |
|                                                                |                         |                                        |                                             |  |  |       |  |  | Federico Carlo di Schleswig-Holstein-Sonderburg-Beck |  |  | Carlo Antonio di Schleswig-Holstein-Sonderburg-Beck |  |
|                                                                |                         |                                        |                                             |  |  |       |  |  | Federico Carlo di Schleswig-Holstein-Sonderburg-Beck |  |  | Carlo Antonio di Schleswig-Holstein-Sonderburg-Beck |  |
|                                                                |                         | Federica di Dohna-Leistenau            |                                             |  |  |       |  |  | Federico Carlo di Schleswig-Holstein-Sonderburg-Beck |  |  |                                                     |  |
| Federico Guglielmo di Schleswig-Holstein-Sonderburg-Glücksburg |                         |                                        |                                             |  |  |       |  |  | Federico Carlo di Schleswig-Holstein-Sonderburg-Beck |  |  |                                                     |  |
|                                                                |                         | Federica di Schlieben                  | Carlo Leopoldo di Schlieben                 |  |  |       |  |  |                                                      |  |  |                                                     |  |
|                                                                |                         | Federica di Schlieben                  | Carlo Leopoldo di Schlieben                 |  |  |       |  |  |                                                      |  |  |                                                     |  |
|                                                                |                         | Federica di Schlieben                  | Maria Eleonora di Lehndorff                 |  |  |       |  |  |                                                      |  |  |                                                     |  |
| Cristiano IX di Danimarca                                      |                         | Federica di Schlieben                  |                                             |  |  |       |  |  |                                                      |  |  |                                                     |  |
|                                                                |                         | Carlo d'Assia-Kassel                   | Federico II d'Assia-Kassel                  |  |  |       |  |  |                                                      |  |  |                                                     |  |
|                                                                |                         | Carlo d'Assia-Kassel                   | Federico II d'Assia-Kassel                  |  |  |       |  |  |                                                      |  |  |                                                     |  |
|                                                                |                         | Carlo d'Assia-Kassel                   | Maria di Hannover                           |  |  |       |  |  |                                                      |  |  |                                                     |  |
| Luisa Carolina d'Assia-Kassel                                  |                         | Carlo d'Assia-Kassel                   |                                             |  |  |       |  |  |                                                      |  |  |                                                     |  |
|                                                                |                         | Luisa di Danimarca                     | Federico V di Danimarca                     |  |  |       |  |  |                                                      |  |  |                                                     |  |
|                                                                |                         | Luisa di Danimarca                     | Federico V di Danimarca                     |  |  |       |  |  |                                                      |  |  |                                                     |  |
|                                                                |                         | Luisa di Danimarca                     | Luisa di Hannover                           |  |  |       |  |  |                                                      |  |  |                                                     |  |
| Thyra di Danimarca                                             |                         | Luisa di Danimarca                     |                                             |  |  |       |  |  |                                                      |  |  |                                                     |  |
|                                                                | Federico d'Assia-Kassel | Federico II d'Assia-Kassel             |                                             |  |  |       |  |  |                                                      |  |  |                                                     |  |
|                                                                | Federico d'Assia-Kassel | Federico II d'Assia-Kassel             |                                             |  |  |       |  |  |                                                      |  |  |                                                     |  |
|                                                                | Federico d'Assia-Kassel | Maria di Hannover                      |                                             |  |  |       |  |  |                                                      |  |  |                                                     |  |
| Guglielmo d'Assia-Kassel                                       | Federico d'Assia-Kassel |                                        |                                             |  |  |       |  |  |                                                      |  |  |                                                     |  |
|                                                                |                         | Carolina Polissena di Nassau-Usingen   | Carlo Guglielmo di Nassau-Usingen           |  |  |       |  |  |                                                      |  |  |                                                     |  |
|                                                                |                         | Carolina Polissena di Nassau-Usingen   | Carlo Guglielmo di Nassau-Usingen           |  |  |       |  |  |                                                      |  |  |                                                     |  |
|                                                                |                         | Carolina Polissena di Nassau-Usingen   | Carolina Felicita di Leiningen-Dagsburg     |  |  |       |  |  |                                                      |  |  |                                                     |  |
| Luisa d'Assia-Kassel                                           |                         | Carolina Polissena di Nassau-Usingen   |                                             |  |  |       |  |  |                                                      |  |  |                                                     |  |
|                                                                |                         | Federico di Danimarca                  | Federico V di Danimarca                     |  |  |       |  |  |                                                      |  |  |                                                     |  |
|                                                                |                         | Federico di Danimarca                  | Federico V di Danimarca                     |  |  |       |  |  |                                                      |  |  |                                                     |  |
|                                                                |                         | Federico di Danimarca                  | Giuliana Maria di Brunswick-Lüneburg        |  |  |       |  |  |                                                      |  |  |                                                     |  |
| Luisa Carlotta di Danimarca                                    |                         | Federico di Danimarca                  |                                             |  |  |       |  |  |                                                      |  |  |                                                     |  |
|                                                                |                         | Sofia Federica di Meclemburgo-Schwerin | Luigi di Meclemburgo-Schwerin               |  |  |       |  |  |                                                      |  |  |                                                     |  |
|                                                                |                         | Sofia Federica di Meclemburgo-Schwerin | Luigi di Meclemburgo-Schwerin               |  |  |       |  |  |                                                      |  |  |                                                     |  |
|                                                                |                         | Sofia Federica di Meclemburgo-Schwerin | Carlotta Sofia di Sassonia-Coburgo-Saalfeld |  |  |       |  |  |                                                      |  |  |                                                     |  |
|                                                                |                         | Sofia Federica di Meclemburgo-Schwerin |                                             |  |  |       |  |  |                                                      |  |  |                                                     |  |